# Matteo Medves
Matteo Medves (Monfalcone, 20 giugno 1994) è un judoka italiano.

## Biografia
Ha iniziato a praticare il judo all’età di 5 anni in una piccola palestra di Corno di Rosazzo, allenato del maestro Sebastiano Billardello.
Ai campionati europei di Tel Aviv 2018 ha vinto l'argento nel torneo dei 66 kg, dopo essere rimasto sconfitto in finale contro lo sloveno Adrian Gomboc.
L'anno successivo, ai Giochi europei di Minsk 2019 ha ottenuto nuovamente il secondo posto continentale nella categoria dei 66 kg, perdendo la finale contro l'ucraino Heorgij Zantaraja.

## Palmarès
- Giochi europei

Minsk 2019: argento nei 66 kg
- Europei

Tel Aviv 2018: argento nei 66 kg